# Jacob van der Ulft
Jacob van der Ulft (Gorinchem, 1621 - Noordwijk, 18 de novembre de 1689) fou un pintor i arquitecte del barroc neerlandès, a l'Edat d'Or neerlandesa.

## Biografia
Va ser documentat a Gorinchem durant els anys 1652-1683, d'acord amb RKD. El 1658 estava realitzant dibuixos d'escuts heràldics de la ciutat de Gorinchem, i el 1659 se l'esmenta en un document notarial com a pintor i arquitecte. L'any 1679 va fugir a La Haia, per un període curt, a causa de les acusacions de corrupció, i el 1683 va abandonar definitivament Gorinchem per establir-se a Noordwijk, on va morir més tard.
D'acord amb Arnold Houbraken era fill de l'alcalde de Gorinchem, i es va convertir en el millor pintor de vidre del seu segle, amb gran problema, ja que va haver de reinventar les tècniques de Dirk Crabeth i el seu germà Wouter. A Gorinchem i els pobles dels voltants tots tenen exemples del seu treball en vitralls. Houbraken va escriure que malgrat aquest talent, va exercir com a alcalde de Gorinchem. Ulft passaria a la història per les seves pròpies contribucions a l'art de la pintura a l'oli i gravat. Va pintar molts paisatges italianitzants amb monuments i arcs de triomf, però aquests es van basar en gravats d'estil italià, perquè segons Houbraken ell mai no havia estat a Itàlia.
- Antic forum (c. 1670)
- Mercat italià (Rijksmuseum)
- Ruïnes antigues (Museu Puixkin)